# هيكل قرص العسل

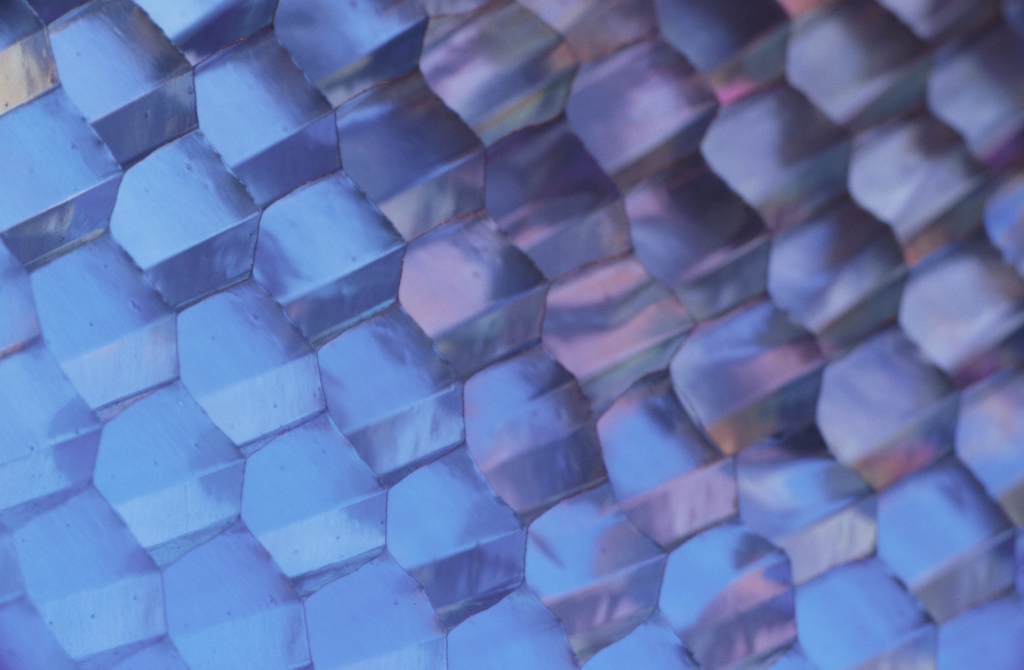
صورة لهيكل قرص العسل الألومنيوم.

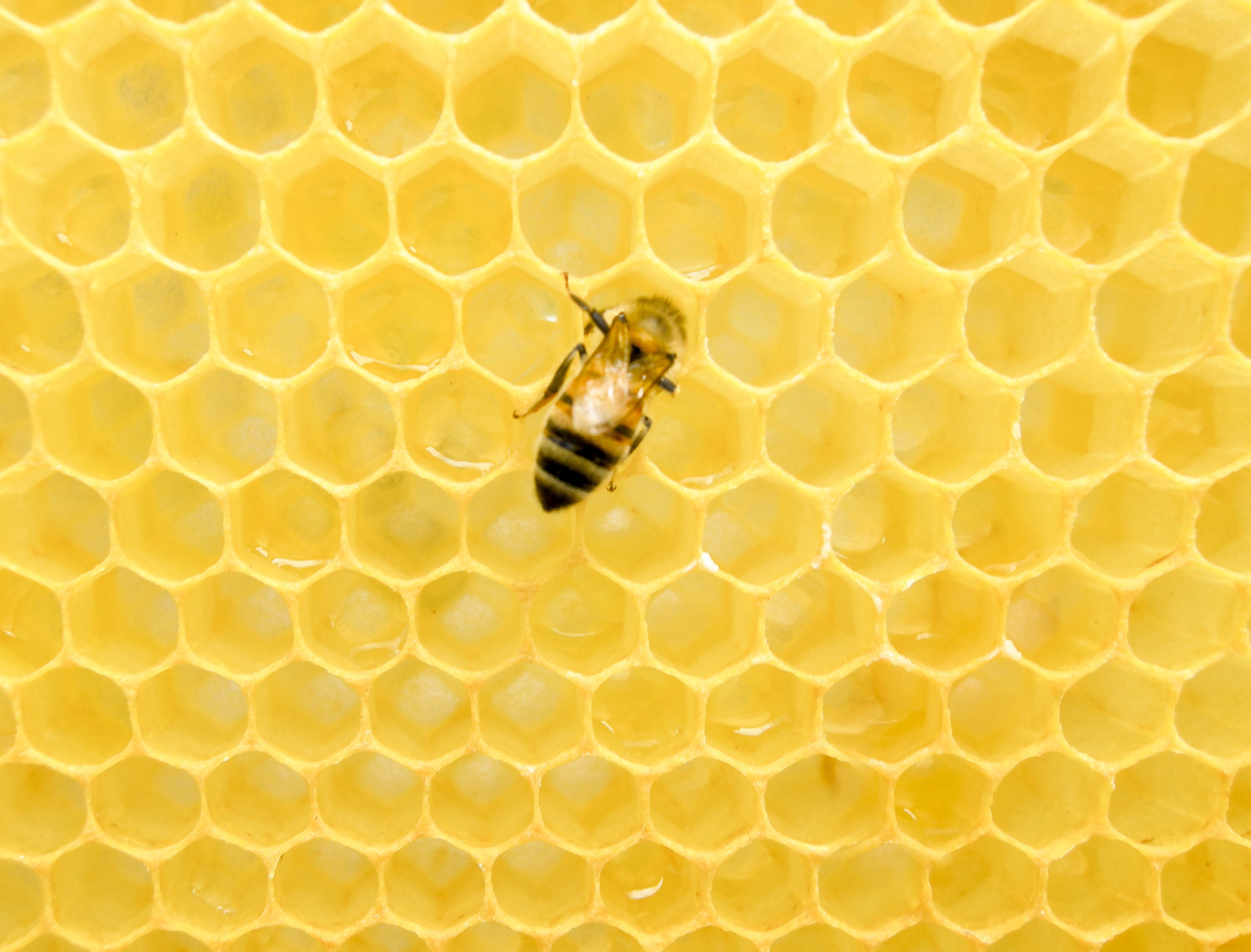
هيكل قرص العسل في الطبيعة

هياكل قرص العسل هي هياكل طبيعة أو اصطناعية من صنع الإنسان لها هندسة قرص العسل للسماح بتقليل كمية المواد المستخدمة للوصول إلى الحد الأدنى من الوزن والحد الأدنى من تكلفة المواد. يمكن أن تختلف هندسة هياكل قرص العسل على نطاق واسع ولكن السمة المشتركة لجميع هذه الهياكل هي مجموعة من الخلايا المجوفة التي تتكون بين الجدران الرأسية الرقيقة. غالبًا ما تكون الخلايا عمودية وسداسية الشكل. يوفر الهيكل على شكل قرص العسل مادة ذات كثافة قليلة وخصائص ضغط عالية نسبيًا خارج الطائرة وخصائص قص خارج الطائرة.
عادة ما يتم تصنيع المواد الهيكلية المصنوعة من قرص العسل من صنع الإنسان عن طريق وضع طبقة من مادة قرص العسل بين طبقتين رفيعتين توفران قوة في التوتر. هذا يشكل تجميعًا يشبه الصفيحة. تُستخدم مواد قرص العسل على نطاق واسع حيث تكون هناك حاجة إلى أسطح مستوية أو منحنية قليلاً وتكون قوتها النوعية العالية ذات قيمة. تستخدم على نطاق واسع في صناعة الطيران لهذا السبب، وقد ظهرت مواد قرص العسل في الألومنيوم والألياف الزجاجية والمواد المركبة المتقدمة في الطائرات والصواريخ منذ الخمسينيات من القرن الماضي. يمكن العثور عليها أيضًا في العديد من المجالات الأخرى، من مواد التعبئة والتغليف على شكل ورق مقوى من الورق المقوى على شكل خلية نحل، إلى السلع الرياضية مثل الزلاجات وألواح التزلج.

## مقدمة
تشمل هياكل خلايا النحل الطبيعية خلايا النحل والتجوية على شكل قرص العسل في الصخور والكرشة والعظام.
تشتمل هياكل قرص العسل من صنع الإنسان على مركبات ذات هيكل ساندويتش مع نوى قرص العسل.  يتم تصنيع هياكل قرص العسل من صنع الإنسان باستخدام مجموعة متنوعة من المواد المختلفة، اعتمادًا على التطبيق المقصود والخصائص المطلوبة، من الورق أو اللدائن الحرارية، المستخدمة للقوة والصلابة المنخفضة للتطبيقات ذات الأحمال المنخفضة، إلى القوة والصلابة العالية من أجل تطبيقات عالية الأداء، من الألمنيوم أو البلاستيك المقوى بالألياف. تعتمد قوة الألواح المصفحة أو الشطيرة على حجم اللوحة، والمواد المواجهة المستخدمة وعدد أو كثافة خلايا قرص العسل داخلها. تُستخدم مركبات قرص العسل على نطاق واسع في العديد من الصناعات، من صناعات الطيران والسيارات والأثاث إلى التعبئة والتغليف والخدمات اللوجستية. تأخذ المادة اسمها من تشابهها البصري مع قرص عسل النحل - هيكل ورقة سداسية.

## تاريخ
تم الإعجاب بالمشط السداسي لعسل النحل والتساؤل عنه منذ العصور القديمة. يقال إن أول قرص عسل من صنع الإنسان وفقًا للأساطير اليونانية، تم تصنيعه بواسطة دايدالوس من الذهب عن طريق صب الشمع المفقود منذ أكثر من 3000 عام. أفاد ماركوس فارو أن المقياسين اليونانيين إقليدس وزينودوروس وجدا أن الشكل السداسي يستخدم الفضاء ومواد البناء بكفاءة. تعد الغرف المضلعة الداخلية والغرف المخفية في قبة البانثيون في روما مثالًا مبكرًا على بنية قرص العسل. 
ناقش غاليليو غاليلي في عام 1638 مقاومة المواد الصلبة المجوفة: «يستفيد الفن والطبيعة أكثر من ذلك في آلاف العمليات التي تزداد فيها المتانة دون زيادة الوزن، كما يظهر في عظام الطيور وفي العديد من السيقان خفيف ومقاوم للغاية للإنحناء والكسر». اكتشف روبرت هوك في عام 1665 أن التركيب الخلوي الطبيعي للفلين يشبه مشط نحل العسل السداسي. وصرح تشارلز داروين في عام 1859 أن «مشط نحلة الخلية، بقدر ما نراه، مثالي تمامًا في توفير العمالة والشمع».
ربما تم صنع أول هياكل على شكل خلية نحل من الورق بواسطة الصينيين منذ 2000 عام للزينة، ولكن لم يتم العثور على أي مرجع لذلك. اخترع هانز هيلبرون أقراص العسل الورقية وعملية إنتاج التوسيع في (Halle/Saale) في ألمانيا في عام 1901 للتطبيقات الزخرفية. تم اقتراح هياكل عسل النحل من الصفائح المعدنية المموجة لتربية النحل في عام 1890. للغرض نفسه، كأوراق الأساس لجني المزيد من العسل، تم تسجيل براءة اختراع لعملية تشكيل قرص العسل باستخدام خليط غراء معجون الورق في عام 1878. تم تطوير التقنيات الأساسية الثلاث لإنتاج أقراص العسل التي لا تزال مستخدمة حتى اليوم - التوسيع والتمويج والقولبة - بحلول عام 1901 للتطبيقات غير ذات الساندويتش.
اكتشف هوغو يونكرز لأول مرة فكرة نواة قرص العسل داخل هيكل مصفح. اقترح وحصل على براءة اختراع أول نوى قرص العسل لتطبيق الطائرات في عام 1915. وصف بالتفصيل مفهومه لاستبدال هياكل الطائرات المغطاة بالنسيج بألواح معدنية وسبب في إمكانية تحميل الصفيحة المعدنية في ضغط إذا تم دعمها على فترات صغيرة جدًا عن طريق ترتيب سلسلة من الخلايا المربعة أو المستطيلة أو المثلثة جنبًا إلى جنب أو أجسام مجوفة سداسية. أدت مشكلة ربط الجلد المستمر بالنوى الخلوية إلى جعل هوغو يونكرز لاحقًا بنية مموجة مفتوحة، والتي يمكن تثبيتها أو لحامها معًا.
تم اقتراح أول استخدام لهياكل قرص العسل للتطبيقات الهيكلية بشكل مستقل لبناء التطبيقات وتم نشره بالفعل في عام 1914. في عام 1934، حصل إدوارد ج. بود على براءة اختراع لوحة شطيرة من الصلب الملحوم على شكل قرص العسل من صفائح معدنية مموجة، وكان كلود دورنييه يهدف إلى حل مشكلة الترابط بين اللب والجلد عن طريق لف أو الضغط على الجلد الموجود في حالة بلاستيكية في جدران الخلية الأساسية. تم تحقيق أول رابطة لاصقة هيكلية ناجحة لهياكل شطيرة قرص العسل بواسطة نورمان دي بروين من شركة ايرو ريسيرتش ليمتد، الذي حصل على براءة اختراع لمادة لاصقة مع اللزوجة المناسبة لتشكيل شرائح الراتنج على قلب قرص العسل في عام 1938. استخدم الطراز نورث أمريكان إكس بي-70 فالكيري استخدامًا مكثفًا لألواح قرص العسل المصنوعة من الفولاذ المقاوم للصدأ باستخدام عملية اللحام بالنحاس التي طوروها.

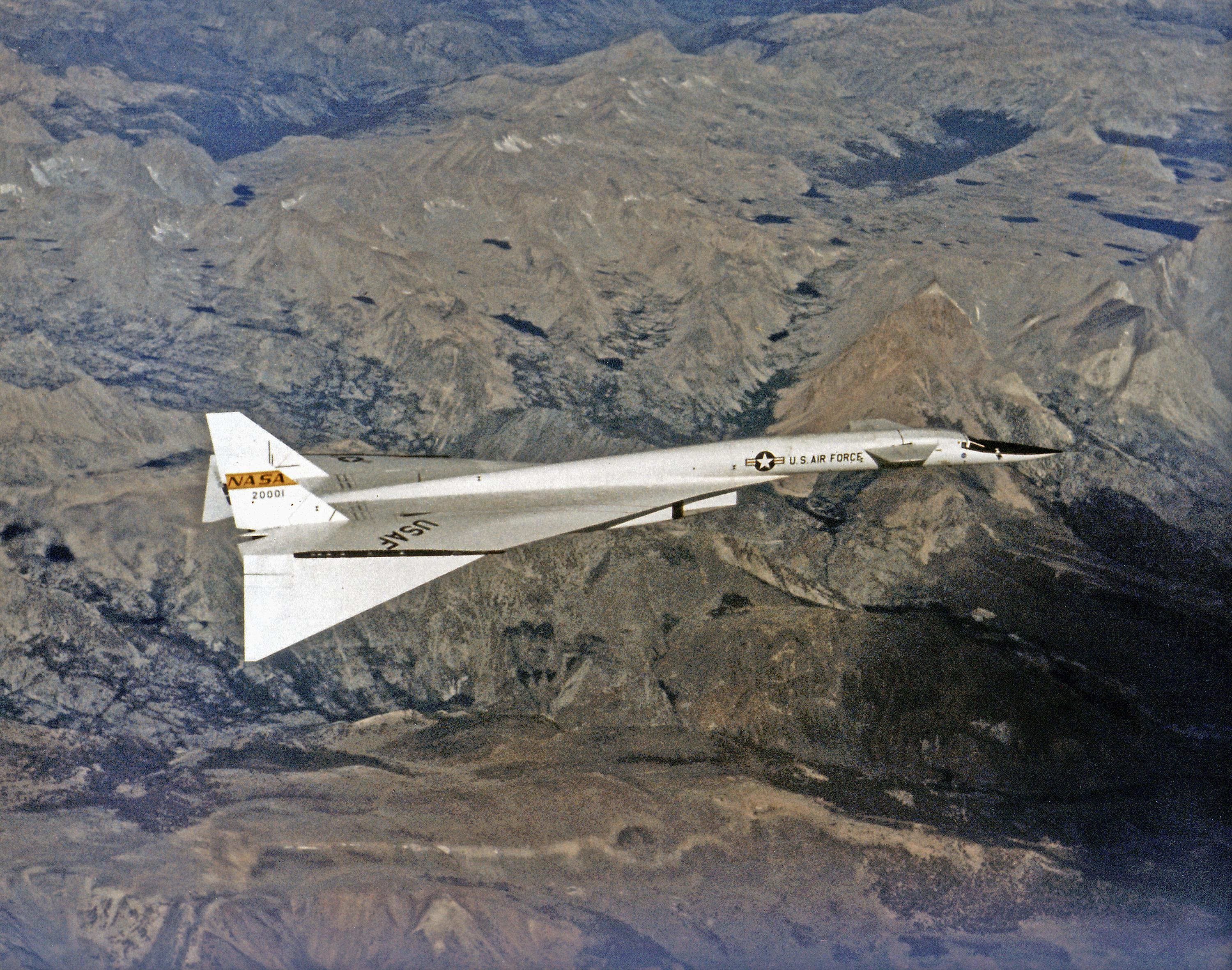
إكس بي-70 من مركز درايدن لأبحاث الطيران في عام 1968

فيما يلي ملخص للتطورات المهمة في تاريخ تكنولوجيا قرص العسل:
- 60 - قبل الميلاد أفاد ديودور الصقلي بوجود قرص عسل ذهبي صنعه دايدالوس عبر صب الشمع المفقود.
- 36 - قبل الميلاد أفاد ماركوس فارو عن الاستخدام الأكثر كفاءة للمساحة ومواد البناء بالشكل السداسي.
- 126 - أعيد بناء البانثيون في روما باستخدام هيكل الوعاء، لوحة غارقة على شكل هيكل مربع، لدعم القبة.
- 1638 - يناقش غاليليو غاليلي المواد الصلبة المجوفة وزيادة مقاومتها بدون إضافة وزن.
- 1665 - اكتشف روبرت هوك أن التركيب الخلوي الطبيعي للفلين يشبه مشط نحل العسل السداسي.
- 1859 - صرح تشارلز داروين أن مشط خلية النحل مثالي تمامًا في توفير العمالة والشمع.
- 1877 - يخترع (FH Küstermann) عملية قولبة قرص العسل باستخدام خليط غراء عجينة الورق.
- 1890 - اخترع يوليوس شتايجيل عملية إنتاج قرص العسل من الصفائح المعدنية المموجة.
- 1901 - اخترع هانز هيلبرون أقراص العسل الورقية السداسية وعملية الإنتاج التوسعية.
- 1914 - براءة اختراع ر. هوفلر وس. ريني لأول استخدام لهياكل قرص العسل للتطبيقات الهيكلية.
- 1915 - براءة اختراع هوغو يونكرز لأول نوى قرص العسل لاستخدامها في الطائرات.
- 1931 - اقترح جورج طومسون استخدام أقراص العسل الورقية المزخرفة لألواح الجبس خفيفة الوزن.
- 1934 - براءة اختراع إدوارد جي بود لوحة شطيرة من الصلب الملحوم على شكل قرص العسل من الصفائح المعدنية المموجة.
- 1937 - حصل كلود دورنييه على براءة اختراع لوحة شطيرة قرص العسل مع جلود مضغوطة في حالة بلاستيكية في جدران الخلية الأساسية.
- 1938 - حصل نورمان دي بروين على براءة اختراع للرابطة اللاصقة الهيكلية لهياكل شطيرة قرص العسل.
- 1941 - اقترح جون د.لينكولن استخدام أقراص العسل الورقية الموسعة لرادوم الطائرات
- 1948 - روجر ستيل يطبق عملية الإنتاج التوسعية باستخدام الألواح المركبة المقواة بالألياف.
- 1969 - تشتمل طائرة بوينغ 747 على أقراص عسلية مقاومة للحريق واسعة النطاق من مركبات (Hexcel) باستخدام ورق ألياف الأراميد نومكس من شركة دوبونت.
- ثمانينيات القرن الماضي، - تم إدخال أقراص العسل البلاستيكية الحرارية التي تنتجها عمليات البثق.

## صناعة

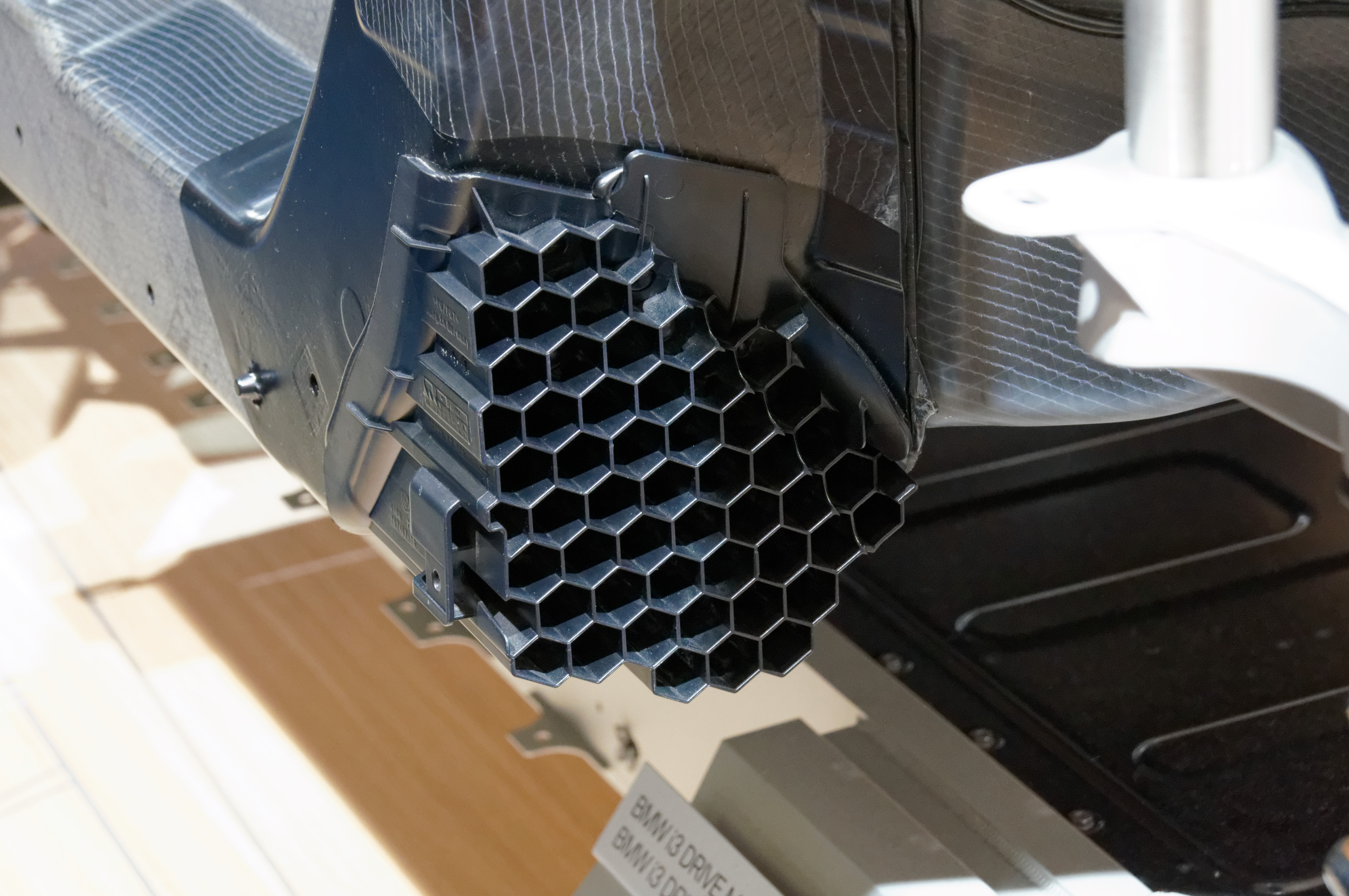
هيكل امتصاص الصدمات على شكل خلية نحل مصنوع من بوليمر لدن بالحرارة مصبوب على سيارة BMW i3

تم تطوير تقنيات الإنتاج التقليدية الثلاث على شكل قرص العسل، والتوسيع، والتمويج، والقولبة، بحلول عام 1901 للتطبيقات غير الشطيرية. بالنسبة للتطبيقات الزخرفية، وصل إنتاج قرص العسل الموسع إلى درجة ملحوظة من الأتمتة في العقد الأول من القرن العشرين.
يتم تصنيع نوى قرص العسل حاليًا عبر عملية التمدد وعملية التمويج من المواد المركبة مثل البلاستيك المقوى بالزجاج (المعروف أيضًا باسم الألياف الزجاجية)، والبلاستيك المقوى بألياف الكربون، والبلاستيك المقوى بورق نومكس (aramide)، أو من معدن (عادة الألومنيوم).
يتم إنتاج أقراص العسل من المعادن (مثل الألومنيوم) اليوم من خلال عملية التمدد. العمليات المستمرة لأقراص العسل القابلة للطي من لوح ألومنيوم واحد بعد قطع الشقوق قد تم تطويرها بالفعل حوالي عام 1920. يمكن أن يتم الإنتاج المستمر على الخط من قرص العسل المعدني من لفات معدنية عن طريق القطع والثني.
تُصنع نوى قرص العسل بالحرارة (عادةً من البولي بروبلين) بالبثق المُعالج عبر كتلة من التشكيلات المبثوقة أو الأنابيب المبثوقة التي تُقطع منها صفائح قرص العسل.
في الآونة الأخيرة، تم تنفيذ عملية جديدة وفريدة من نوعها لإنتاج أقراص عسل بلاستيكية حرارية، مما يسمح بإنتاج مستمر من نواة قرص العسل بالإضافة إلى الإنتاج المباشر لأقراص العسل مع التصفيح المباشر للجلود في لوحة شطيرة فعالة من حيث التكلفة.

## التطبيقات
تم استخدام هياكل قرص العسل المركبة في العديد من التطبيقات الهندسية والعلمية.
| منطقة التطبيق            | صناعة    | الشركة / المنتج |
| ------------------------ | -------- | --- |
| قذائف السباق             | رياضة    | Vespoli، قوارب سباق Janousek                                                                                        |
| صناعة الطيران            | الفضاء   | المركبات الأوروبية، Hexcel، Plascore Incorporated Schütz GmbH &amp; Co.KGaA (Cormaster)                             |
| الطائرات الشراعية        | الفضاء   | Schleicher ASW 19، مشروع سولار إمبلس                                                                                |
| طائرات هليكوبتر          | الفضاء   | كاموف كا 25، بيل 533، ويستلاند لينكس                                                                                |
| طائرة نفاثة              | الفضاء   | جنرال ديناميكس–غرومان إف-111بي، إف-111 آردفارك، جميع الطائرات التجارية منذ بوينغ 747                                |
| البنية التحتية الصاروخية | الفضاء   | وحدة أدوات Saturn V، مسبار استكشاف المريخ، S-520                                                                    |
| تقنية LED                | إضاءة    | SmartSlab |
| تقنية مكبر الصوت         | صوتي     | مكبر الصوت # تصميم السائق: مكبرات الصوت الديناميكية، ومضخم الصوت                                                    |
| هيكل مرآة التلسكوب       | الفضاء   | تلسكوب هابل الفضائي                                                                                                 |
| هيكل السيارة             | السيارات | Panther Solo، جاكوار أكس جي220، Dome F105، Bluebird-Proteus CN7، بي إم دبليو آي 3 / بي إم دبليو آي 8، كوينكسك أكيرا |
| ألواح التزحلق على الجليد | رياضات   | لوح التزلج |
| أثاث                     | النجارة  | أثاث |

تُظهر التطورات الحديثة أن هياكل قرص العسل مفيدة أيضًا في التطبيقات التي تتضمن مصفوفات الثقوب النانوية في الألومينا المؤكسد، المصفوفات الصغيرة المسامية في أغشية البوليمر الرقيقة، أقراص العسل الكربونية المنشط، وهياكل قرص العسل ذات فجوة النطاق الضوئية.

## الديناميكا الهوائية

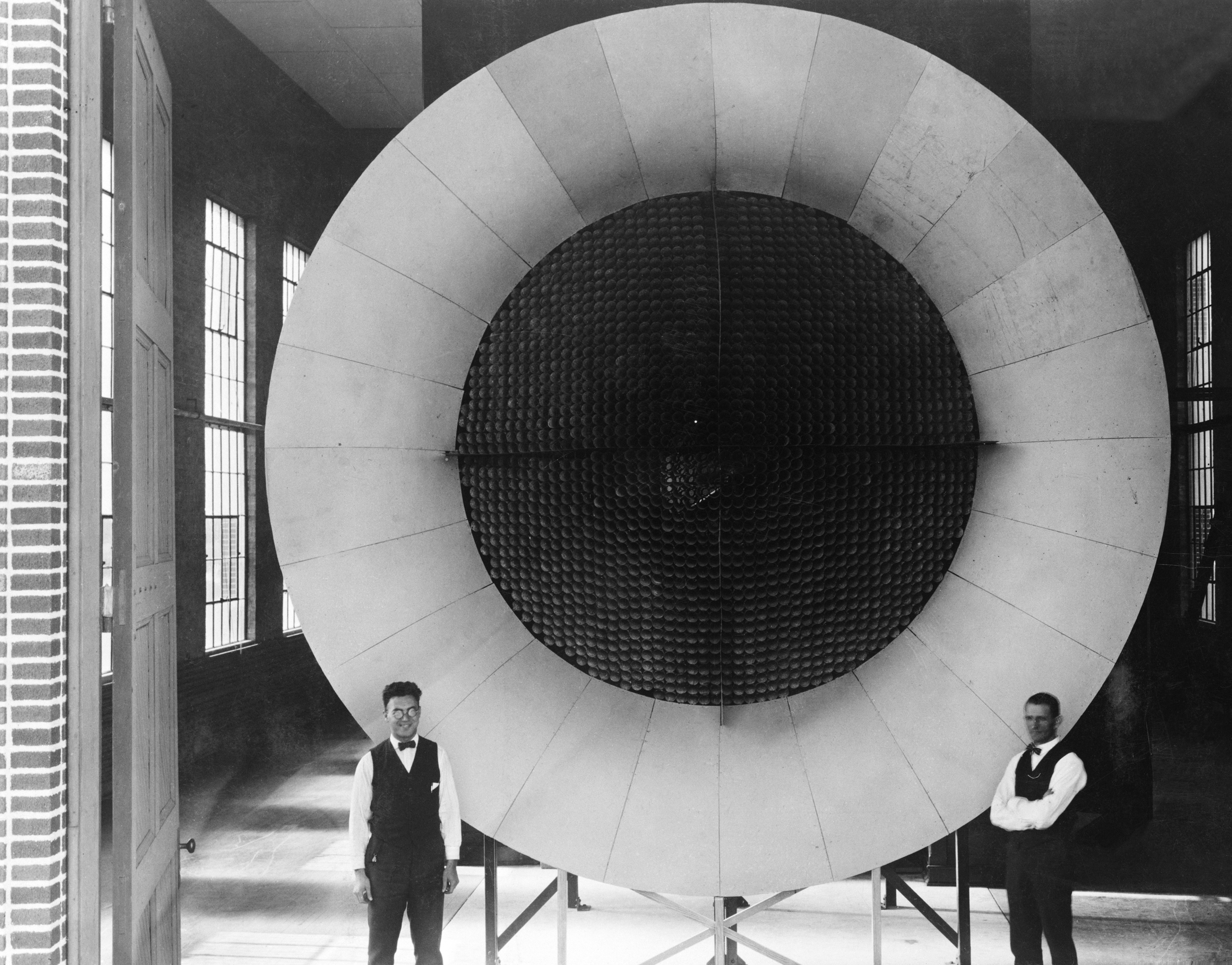
مركز تم فحصه على شكل خلية نحل لأول نفق هوائي في لانجلي

غالبًا ما تُستخدم شبكة قرص العسل في الديناميكا الهوائية لتقليل اضطراب الرياح أو إحداثه. يتم استخدامه أيضًا للحصول على ملف تعريف قياسي في نفق الرياح (درجة الحرارة وسرعة التدفق). عامل رئيسي في اختيار الشبكة الصحيحة هو نسبة الطول (الطول مقابل قطر خلية قرص العسل) L / d.
نسبة الطول <1: يمكن استخدام شبكات قرص العسل ذات الطول المنخفض على الشبكة الأمامية للسيارات. إلى جانب الأسباب الجمالية، تُستخدم هذه الشبكات كشاشات للحصول على شكل موحد ولتقليل شدة الاضطراب.
نسبة الطول >> 1: تعمل شبكات قرص العسل ذات نسبة الطول الكبيرة على تقليل الاضطرابات الجانبية ودوامات التدفق. استخدمتها أنفاق الرياح المبكرة بدون حواجز؛ لسوء الحظ، أدخلت هذه الطريقة شدة اضطراب عالية في قسم الاختبار. تستخدم معظم الأنفاق الحديثة قرص العسل والشاشات.
في حين أن أقراص العسل المصنوعة من الألومنيوم شائعة الاستخدام في الصناعة، يتم تقديم مواد أخرى لتطبيقات محددة. يجب أن يعتني الأشخاص الذين يستخدمون الهياكل المعدنية بإزالة النتوءات حيث يمكن أن يتسببوا في حدوث اضطرابات إضافية. تعتبر هياكل البولي كربونات بديلاً منخفض التكلفة.
يضمن المركز الذي تم فحصه على شكل خلية نحل لمدخل هواء الدائرة المفتوحة هذا لأول نفق رياح في لانغلي تدفقًا ثابتًا وغير مضطرب للهواء. يتم وضع ميكانيكيتين بالقرب من نهاية مدخل النفق الفعلي، حيث يتم سحب الهواء إلى قسم الاختبار من خلال ترتيب قرص العسل لتسهيل التدفق.
قرص العسل ليس المقطع العرضي الوحيد المتاح لتقليل الدوامات في تدفق الهواء. المقاطع العرضية المربعة والمستطيلة والدائرية والسداسية هي خيارات أخرى متاحة، على الرغم من أن قرص العسل هو الخيار المفضل بشكل عام.

## ملكيات

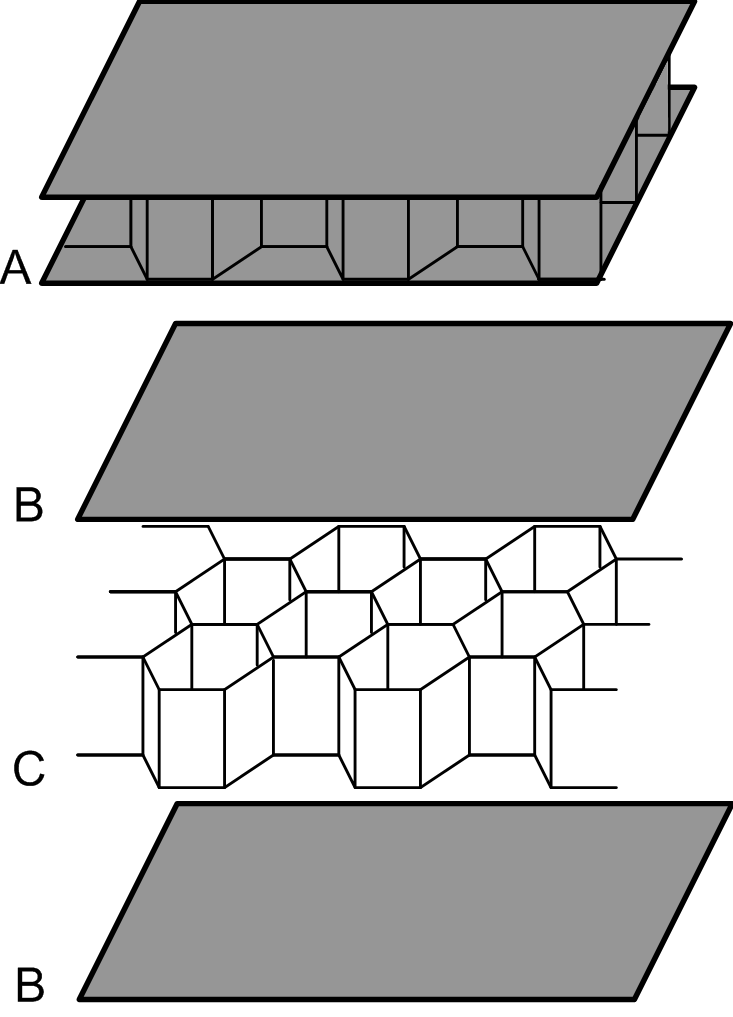
لوح متعدد الطبقات مركب (A) مع قلب قرص العسل (C) وألواح وجه (B)

بالاقتران مع جلدين مطبقين على قرص العسل، يوفر الهيكل لوحة شطيرة بصلابة ممتازة بأقل وزن. سلوك هياكل قرص العسل متعامد، مما يعني أن الألواح تتفاعل بشكل مختلف اعتمادًا على اتجاه الهيكل. لذلك من الضروري التمييز بين اتجاهات التناظر، ما يسمى بالاتجاهين L و W. الاتجاه L هو الاتجاه الأقوى والأكثر صلابة. الاتجاه الأضعف عند 60° من الاتجاه L (في حالة الشكل السداسي المنتظم) والاتجاه الأكثر توافقًا هو الاتجاه W. خاصية أخرى مهمة في قلب شطيرة العسل هي قوة الضغط. نظرًا للتكوين السداسي الفعال، حيث تدعم الجدران بعضها البعض، فإن قوة ضغط النوى على شكل قرص العسل تكون عادةً أعلى (بنفس الوزن) مقارنة بهياكل قلب شطيرة أخرى مثل، على سبيل المثال، نوى الرغوة أو النوى المموجة.
تعتمد الخواص الميكانيكية لأقراص العسل على هندسة الخلية الخاصة بها، وخصائص المادة التي يتكون منها قرص العسل (غالبًا ما يشار إليها باسم المادة الصلبة)، والتي تشمل معامل يونغ، وإجهاد المحصول، وضغط كسر المادة، والنسبة النسبية. كثافة قرص العسل (كثافة قرص العسل المقيسة بكثافة المادة الصلبة، ρ*/ρs). وُجد أن الوحدات المرنة لأقراص العسل منخفضة الكثافة مستقلة عن المادة الصلبة. ستختلف الخصائص الميكانيكية لأقراص العسل أيضًا بناءً على الاتجاه الذي يتم فيه تطبيق الحمل.
التحميل داخل الطائرة: في ظل التحميل داخل الطائرة، غالبًا ما يُفترض أن سمك جدار قرص العسل صغير مقارنة بطول الجدار. بالنسبة لقرص العسل العادي، تتناسب الكثافة النسبية مع نسبة سمك الجدار إلى طول الجدار (t/L) ويكون معامل يونغ متناسبًا مع (t/L)3. تحت حمولة ضغط عالية بما فيه الكفاية، يصل قرص العسل إلى إجهاد حرج ويفشل بسبب إحدى الآليات التالية - الالتواء المرن، أو إنتاج البلاستيك، أو التكسير الهش. يعتمد أسلوب الفشل على المادة الصلبة التي يتكون منها قرص العسل. الالتواء المرن لجدران الخلية هو نمط فشل المواد المرنة، تفشل مواد الدكتايل بسبب إنتاج البلاستيك، والتكسير الهش هو حالة الفشل عندما تكون المادة الصلبة هشة. يتناسب إجهاد الانثناء المرن مع الكثافة النسبية المكعبة، ويتناسب إجهاد الانهيار البلاستيكي مع مربع الكثافة النسبية، ويتناسب إجهاد التكسير الهش مع مربع الكثافة النسبية. بعد الإجهاد والفشل الحرج للمادة، لوحظ إجهاد الهضبة في المادة، حيث لوحظ زيادة في الإجهاد بينما يظل إجهاد قرص العسل ثابتًا تقريبًا. بمجرد الوصول إلى إجهاد معين، ستبدأ المادة في الخضوع للتكثيف حيث يؤدي الضغط الإضافي إلى دفع جدران الخلية معًا.
التحميل خارج الطائرة: تحت التحميل خارج الطائرة، يتناسب معامل يونغ خارج الطائرة لأقراص العسل السداسية المنتظمة مع الكثافة النسبية لقرص العسل. يتناسب إجهاد الانثناء المرن مع (t/L)3 بينما يتناسب إجهاد الالتواء البلاستيكي مع (t/L)5/3.
غالبًا ما يتنوع شكل خلية قرص العسل لتلبية التطبيقات الهندسية المختلفة. تشمل الأشكال المستخدمة بشكل شائع إلى جانب الخلية السداسية العادية الخلايا المثلثية والخلايا المربعة والخلايا السداسية ذات النواة الدائرية والخلايا المربعة ذات النواة الدائرية. ستعتمد الكثافة النسبية لهذه الخلايا على هندستها الجديدة.

## أنظر أيضا

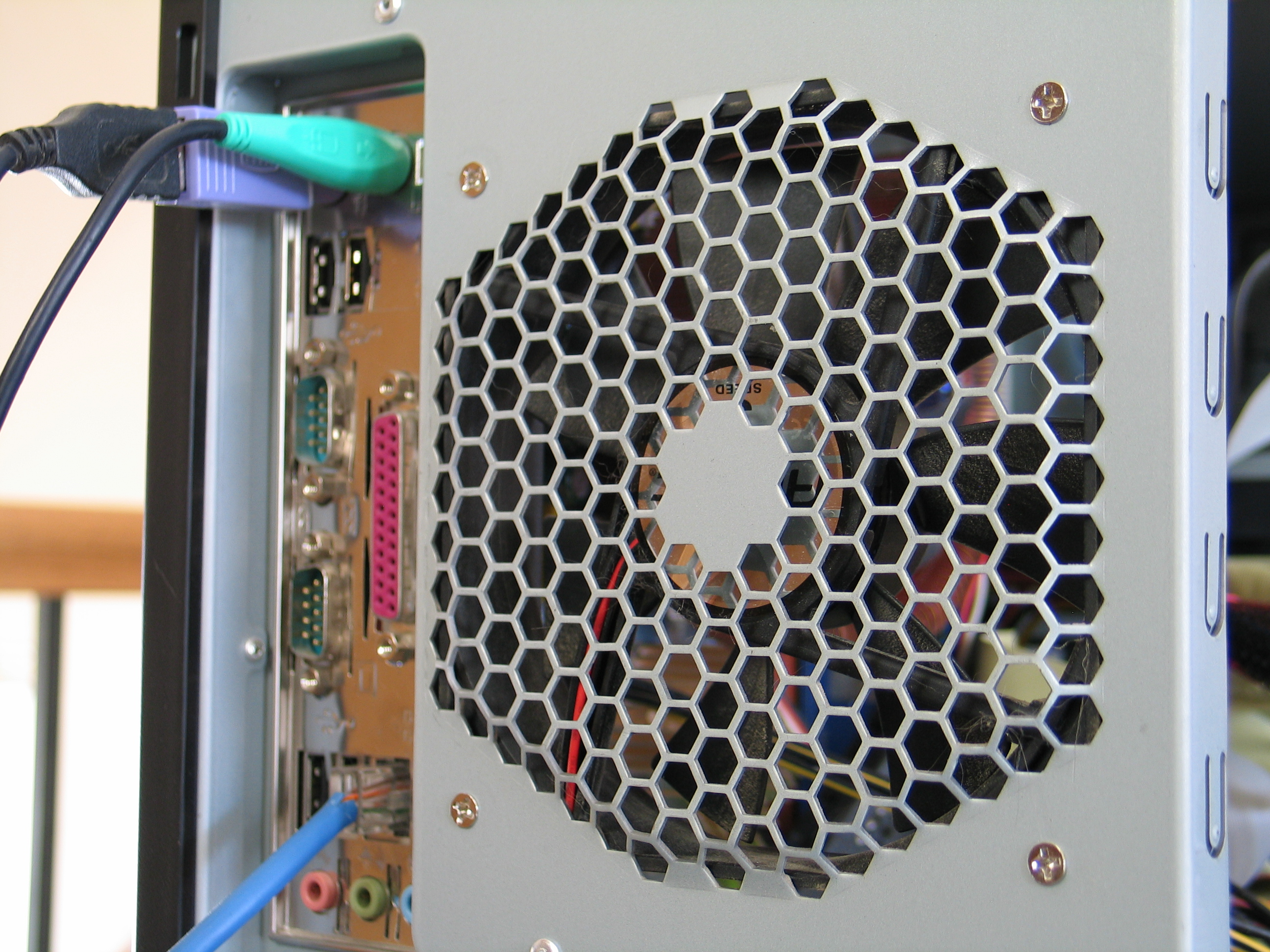
شبكة قرص العسل تستخدم في مروحة الكمبيوتر لتغطية شفرات المروحة.

- رغوة معدنية
- مادة مؤلفة